# Antenne Luxemburg
Antenne Luxemburg war ein privater Hörfunksender mit Sitz in Stadtbredimus, Luxemburg. Die TopStar Radio S.a.r.l. ist zugelassener Veranstalter des deutschsprachigen Programms Antenne Luxemburg, welches in Luxemburg auf UKW 103,4 MHz (Standort Kirchberg) ausgestrahlt wurde.

## Geschichte
Ab 30. August 2013 ging der private Hörfunksender TopStar Radio in Kaiserslautern an den Start. Mit dem Mix aus 50 Jahren Pop- und Rockmusik sendete er bis Ende 2016. Er sendete digital im Netz von Kabel BW und rund um Kaiserslautern im analogen Kabelnetz.
Unter demselben Motto „Die Hits Deines Lebens“ spielte der neue Sender Antenne Luxemburg einen Mix aus 50 Jahren Rock- und Popgeschichte. Zielgruppe sind deutschsprachige Hörer in Luxemburg im Alter ab 25 Jahren.
Moderatoren des Programms waren u. a.: René Porwoll (Gründer und Geschäftsführer), Michael Sauter (Geschäftsführer), Wilfried Eckel (Programmchef), Andreas Radtke, Mike Caspers, Nathalie Frambach, Alexandra Meusel, Astrid Dornbrach, Enrico Ostendorf, Niels Rothfuchs.
Der Betrieb wurde Ende Oktober 2018 eingestellt.

## Empfang
Antenne Luxemburg sendete aus Luxemburg-Stadt auf UKW 103,4 MHz, verfügte aber landesweit über insgesamt 18 weitere UKW-Frequenzen, die der Sender nach und nach aufschalten wollte. Außerdem war das Programm als Livestream via Homepage, den Plattformen radio.de und phonostar.de sowie deutschlandweit im T-Home Entertain-Paket der Deutschen Telekom zu empfangen.